# بابو خان
بابو خان (بالإنجليزية: Babu Khan)‏ هو سياسي هندي، ولد في 16 يونيو 1949 في منطقة هاردوي في الهند. حزبياً، نشط في سماجوادي.